# هربرت ولز
هربرت ولز (انگلیسی: Herbert Wells; ۴ مهٔ ۱۹۰۱ – ۱ ژانویهٔ ۱۹۷۸) بازیکن فوتبال اهل ایالات متحده آمریکا بود.